# Rừng gỗ Kabaty

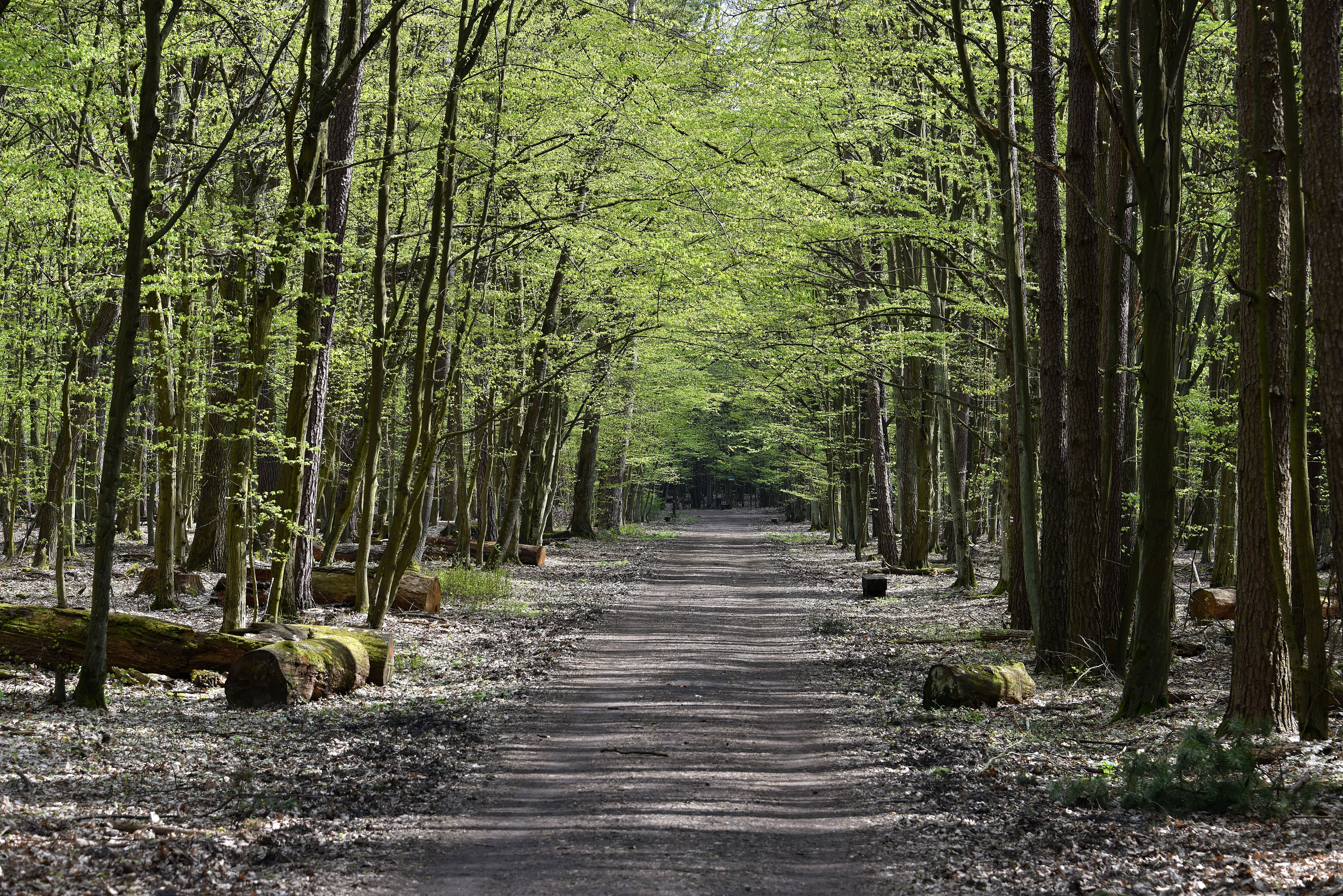
Rừng Kabaty

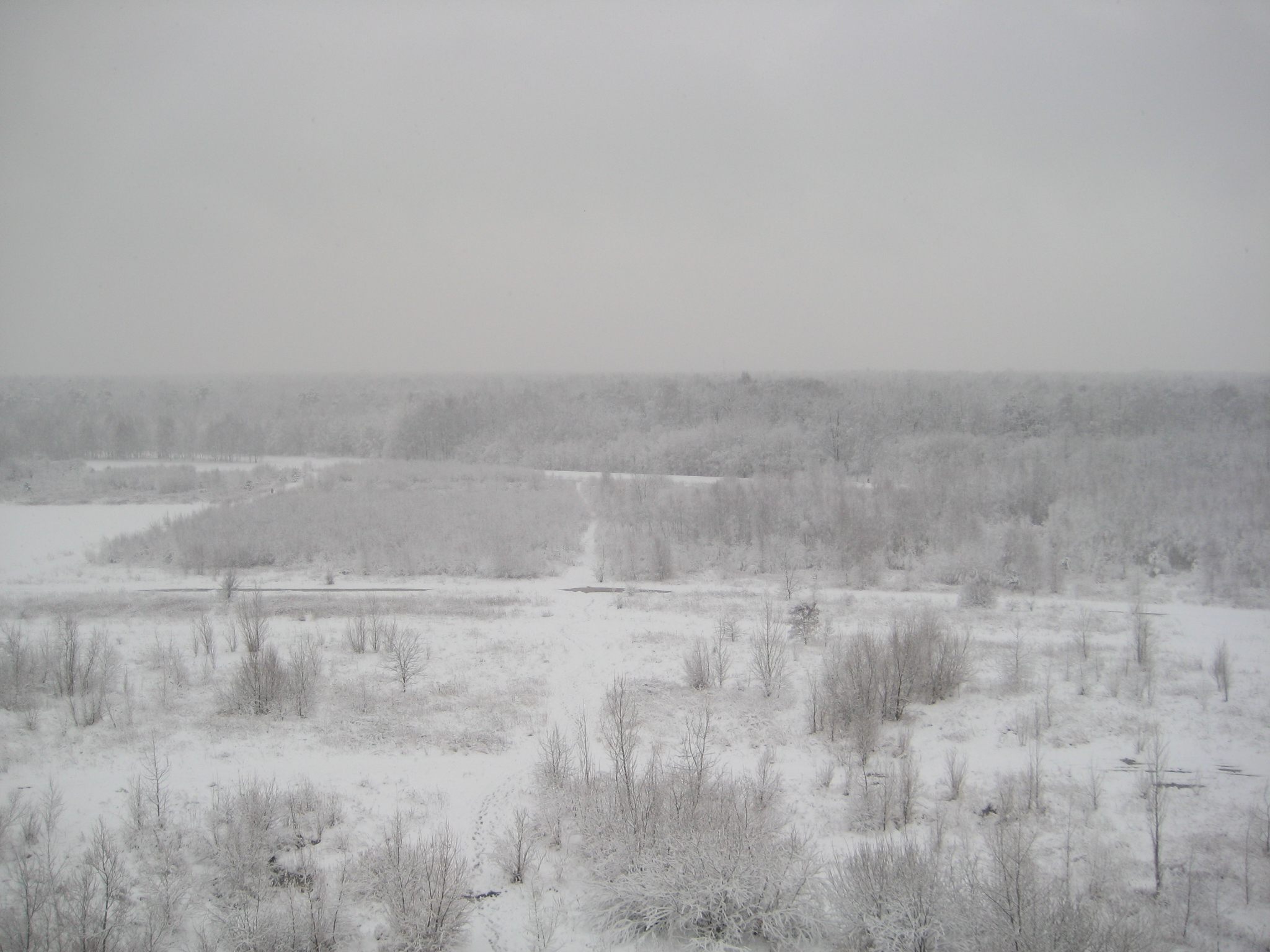
Rừng Kabaty trong tuyết

Khu bảo tồn thiên nhiên Stefan Starzyński Kabaty  (tiếng Ba Lan: Rezerwat przyrody Las Kabacki im. Stefana Starzyńskiego Stefana Starzyńskiego) là một công viên rừng nằm ở phía nam Warsaw, giữa hai đường giao thông chính là Puławska và Łukasz Drewny. Về mặt hành chính, công viên thuộc quận Ursynów phía nam Warsaw. 
Rừng Kabaty nằm trên mặt đất bằng phẳng, ngoại trừ một phần phía đông có những ngọn đồi với nguồn gốc cồn cát. Một điểm nhấn phong cảnh nổi bật là một vách đá cao phía trên thung lũng sông băng của sông Vistula, tạo thành biên giới phía đông của khu bảo tồn.
Rừng Kabaty là một nơi có không khí trong lành cho sự phát triển nhà ở xung quanh, cũng như một nơi nghỉ ngơi và giải trí phổ biến. Có thể dễ dàng đi đến Rừng thông qua xe buýt và Tàu điện ngầm Warsaw.

## Điểm đáng chú ý

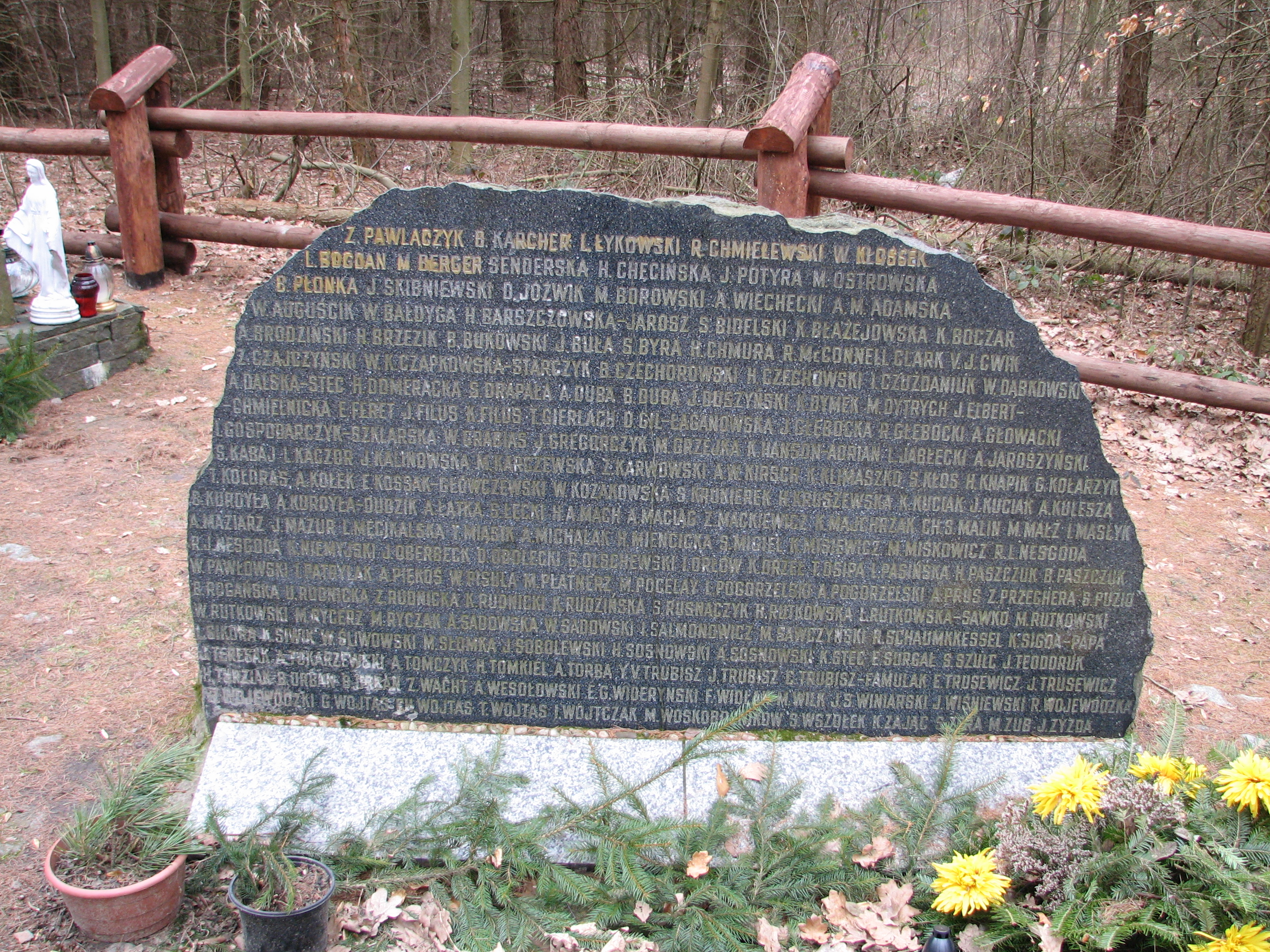
Đài tưởng niệm các nạn nhân trong vụ tai nạn máy bay Tadeusz Kościuszko ngày 9 tháng 5 năm 1987